# Olympische Winterspiele 2022/Teilnehmer (Nigeria)
| Gelbes Symbol für Goldmedaillen mit stilisierten Olympischen Ringen | Graues Symbol für Silbermedaillen mit stilisierten Olympischen Ringen | Braundes Symbol für Bronzemedaillen mit stilisierten Olympischen Ringen |
| ------------------------------------------------------------------- | --------------------------------------------------------------------- | ----------------------------------------------------------------------- |
| —                                                                   | —                                                                     | —                                                                       |

Nigeria nahm an den Olympischen Winterspielen 2022 in Peking nach 2018 erst zum zweiten Mal in seiner Geschichte an Olympischen Winterspielen teil. Im Gegensatz zu den vorigen Olympischen Spielen ging mit Samuel Ikpefan nur ein Athlet an den Start.

## Teilnehmer nach Sportarten

### Skilanglauf
| Athleten       | Wettbewerbe     | Zeit | Rang |
| -------------- | --------------- | ---- | ---- |
| Männer         |                 |      |      |
| Samuel Ikpefan | 15 km Klassisch | DNF  | DNF  |

| Athleten       | Wettbewerbe   | Qualifikation | Qualifikation | Viertelfinale | Viertelfinale | Halbfinale    | Halbfinale    | Finale        | Finale        | Rang |
| Athleten       | Wettbewerbe   | Zeit          | Rang          | Zeit          | Rang          | Zeit          | Rang          | Zeit          | Rang          | Rang |
| -------------- | ------------- | ------------- | ------------- | ------------- | ------------- | ------------- | ------------- | ------------- | ------------- | ---- |
| Männer         |               |               |               |               |               |               |               |               |               |      |
| Samuel Ikpefan | Einzel-Sprint | 3:09,57 min   | 73            | ausgeschieden | ausgeschieden | ausgeschieden | ausgeschieden | ausgeschieden | ausgeschieden | 73   |